# Palais de justice de Créteil

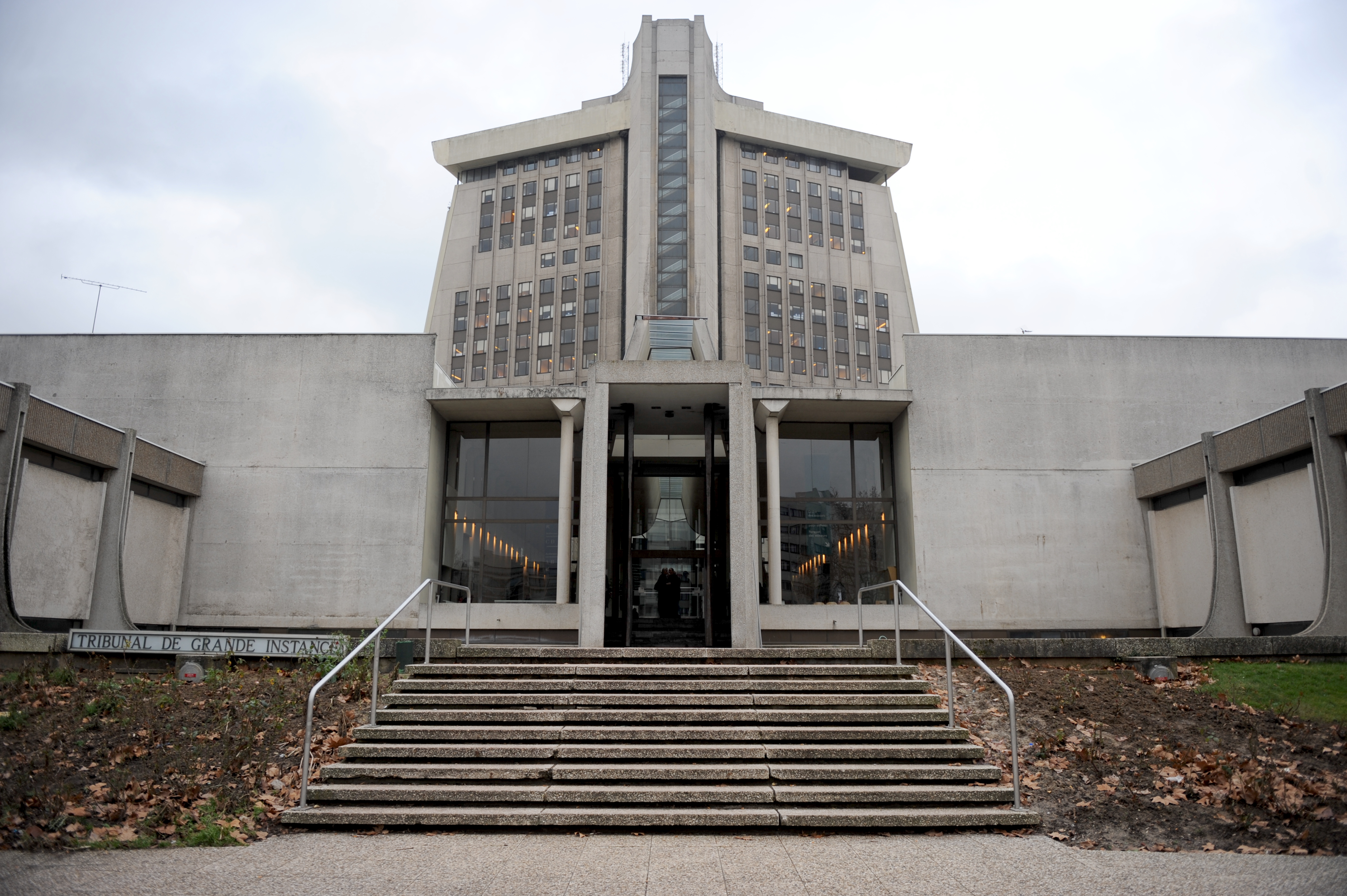
L'entrée du Palais de justice de Créteil, le 24 janvier 2011.

Le palais de justice de Créteil est un palais de justice situé à Créteil, dans le département français du Val-de-Marne, où siège le tribunal judiciaire de Créteil dépendant de la Cour d'appel de Paris.

## Histoire
À la suite de la réorganisation administrative de la région parisienne en 1964, un nouveau palais de justice fut construit entre 1976 et 1978 à Créteil, chef-lieu du nouveau département du Val-de-Marne. Il a été inauguré le 14 février 1978.
Il fut conçu par les architectes Daniel Badani et Pierre Roux-Dorlut, et symbolise par sa forme le livre de la loi et la balance de la justice. La décoration intérieure est l’œuvre de Pierre Guariche.
C'est depuis lors l'un des plus actifs de France. Il abrite 8 chambres civiles, 7 chambres pénales, la cour d'Assises du Val-de-Marne et le Tribunal pour enfants.
Éric Halphen y officia comme juge d'instruction de 1989 à 2002. Parmi les principales affaires qui y furent traitées, citons l'affaire Sohane Benziane, l'affaire des HLM de Paris ou l'affaire des HLM des Hauts-de-Seine.
L'Ordre des avocats du barreau du Val-de-Marne, qui compte plus de 450 avocats, a également son siège dans ce palais de justice.

## Problèmes actuels
Le bâtiment est exposé à des problèmes de présence d'amiante. Demandé de longue date, le désamiantage tarde pourtant à être effectué. Des travaux de rehabilitation partielle ont été lancés en 2021 et sont toujours en cours. Une bataille d'experts a longtemps bloqué ces travaux tandis qu'un employé du palais a été reconnu par la médecine du travail comme contaminé par l'amiante. Une magistrate serait décédée à cause de son exposition à l'amiante.